# Constantin Pecqueur
Constantin Pecqueur (ur. 1801 w Arleux, zm. 1887 w Taverny) – francuski socjalista utopijny, ekonomista.
Postulował m.in. kolektywizację własności. W 1837 opublikował Economie sociale, która inspirowała w późniejszym czasie Karola Marksa. Korespondował z George Sand i Louisem Blankiem. Propagował idee głoszone przez Henriego de Saint-Simona. Zasiadał też w Komisji Luksemburskiej.